# Serie 5000

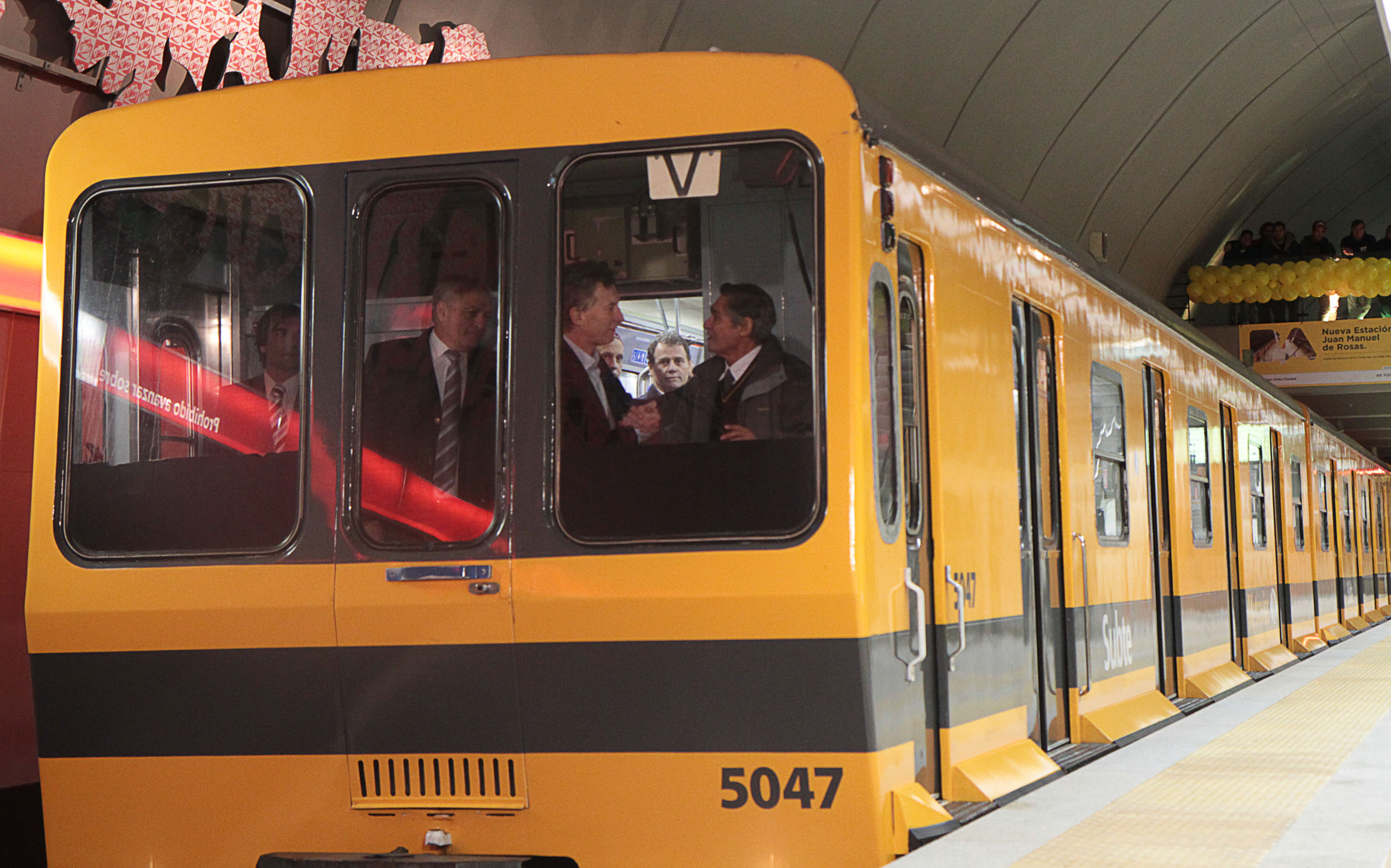
Tren de la serie 5000 en la línea B del Subte de Buenos Aires

La serie 5000 es una serie de material rodante del Metro de Madrid y del Subte de Buenos Aires construida por CAF. Se divide en cuatro subseries (1.ª, 2.ª, 3.ª y 4.ª), que presta servicio en la línea 9. Los coches de la 1.ª serie fueron vendidos a Buenos Aires, circulando por la línea B del Subte hasta que se le detectaron piezas con asbesto y fueron retirados de inmediato, sumado a que ya tenían su edad.
Es la serie más antigua de todo el parque móvil del Metro de Madrid, con una media de edad de entre 15 y 30 años.[cita requerida] Prestan servicio en composiciones de tres unidades MM-MM-MM y, ocasionalmente, se transfieren seis trenes en días laborales y tres en fin de semana a la línea 9, aunque hasta la remodelación de la línea 7 por la misma circulaban composiciones MM-MRM o MRM en días laborales y festivos respectivamente. Todas las unidades de esta serie son monotensión a 600 V CC. 
Al ser una serie antigua, ha llevado varios esquemas de pintura a lo largo de su historia, empezando por el diseño azul claro y azul oscuro al introducirse en los años 70, pasando por el rojo y blanco de la época de Joaquín Leguina con el que fueron repintados la mayoría de los trenes de la 1.ª serie, hasta el actual blanco y azul de la época de Gallardón.

## Subseries

### 1.ª Serie (numeración 5001 a 5130)
Los primeros coches fueron incorporados el 14 de julio de 1974, tres días antes de la inauguración del primer tramo de gálibo ancho de toda la red de metro, el tramo Las Musas – Pueblo Nuevo de la línea 7. A lo largo de ese mismo año se incorporaron 34 unidades M-M del total de 65 solicitadas. El resto se incorporó progresivamente hasta 1976. Estuvieron decorados exteriormente en rojo y blanco de manera similar a la serie 1000, aunque algunos tomaron posteriormente los tonos azules de la 2.ª serie.
La serie está compuesta por 130 coches motores, en composiciones de dos coches cada uno (M-M). En total forman 45 unidades M-M, pues los otros 40 coches, hacen 20 composiciones M-R-M de 3 coches con los remolques intermedios de la 3.ª serie.
Fueron fabricados por CAF, AEG, Westinghouse y General Eléctrica Española en la parte eléctrica y la Sociedad Española de Frenos, Calefacción y Señales en el interior. En esta primera serie se incorporaron unos equipos eléctricos que representaban la transición hacia el sistema chopper de frenado y un control totalmente electrónico que equiparía la 2.ª serie.
Desde el verano de 2011 no prestan servicio en el metro de Madrid, habiendo sido vendidos al Subte de Buenos Aires.

### 2.ª Serie (numeración 5201 a 5330)
Esta segunda generación dispone de otros 130 coches motorizados con cabina, formando un total de 65 unidades M-M. Los primeros 32 coches de la serie se incorporaron en 1982. Los demás fueron puestos en servicio progresivamente hasta 1986. Por fuera estaban decorados en azul.
Esta serie ya incorpora equipamiento eléctrico con tecnología chopper y control electrónico. Estas unidades fueron construidas por CAF en la parte mecánica, y por un grupo liderado por AEG en la eléctrica. En la actualidad ya no se circulan, se quedaron apartados desde abril de 2018 debido al amianto.[cita requerida]

### 3.ª Serie (numeración 5402 a 5471)
Fueron incorporados en 1987. Esta generación sólo es de 24 remolques sin cabina (R), que usan 48 coches motores de la 1.ª generación, formando 24 composiciones M-R-M de 3 coches. Su diseño interior es igual al de la segunda serie. Su decoración exterior era roja y blanca como la primera serie.
Dejaron de usarse debido al cambio de tensión de la línea 7 en septiembre de 2006.

### 4.ª Serie (numeración 5501 a 5572)

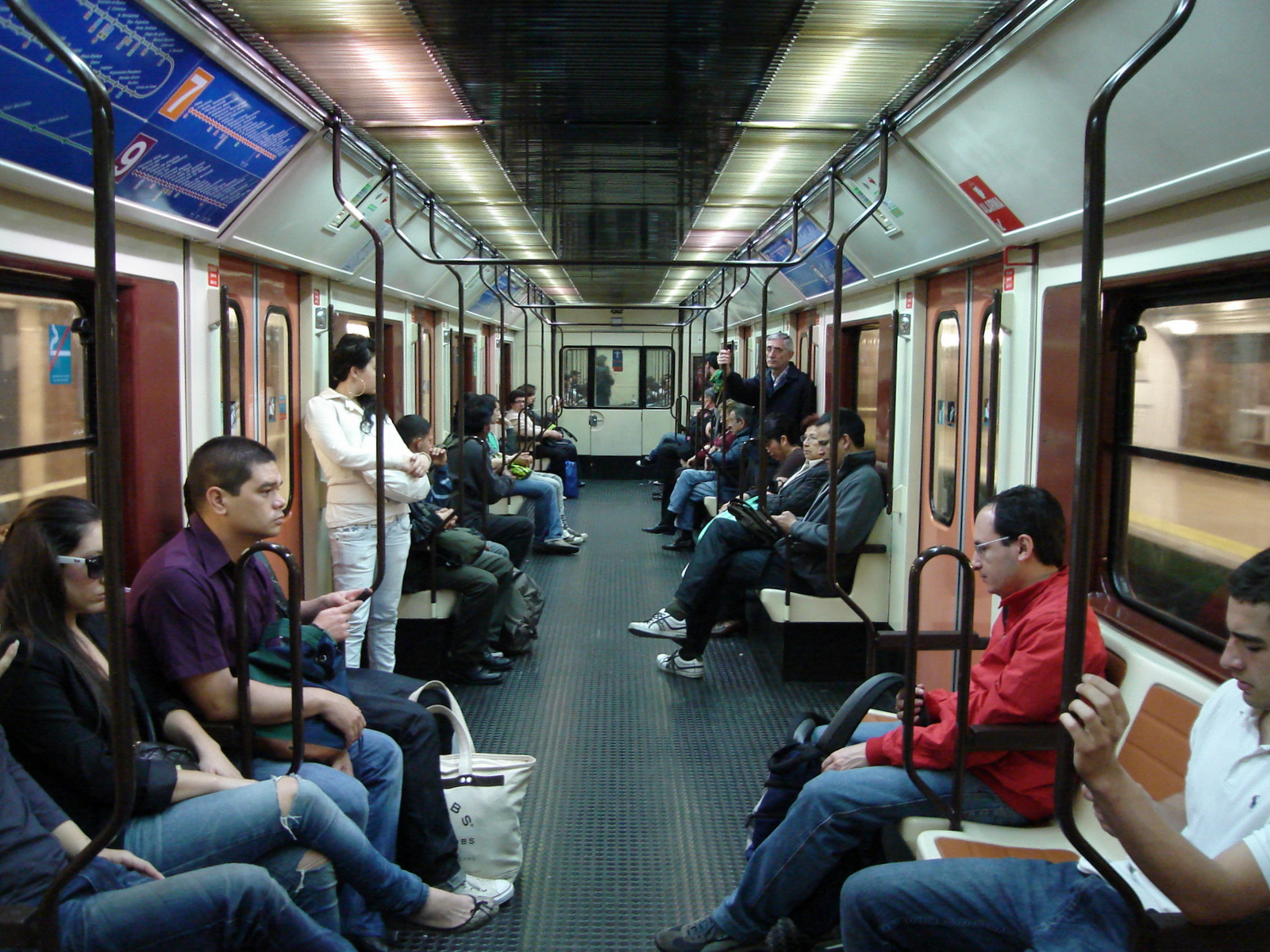
Interior de un coche de la 4.ª serie en el Metro de Madrid

A partir de los años 1990, para la transformación de la línea 6 en circular era necesario adquirir más material móvil de gálibo ancho, por lo que se encargó a CAF esta subserie que incluía algún cambio respecto a las unidades anteriores:
- Botón de apertura de puertas: sólo se abre si se pulsa.
- Puertas de apertura eléctrica.
- Aspecto exterior más achatado, por lo que popularmente son conocidos como "chatos".

El contrato para el suministro de 36 unidades (72 coches) de 4.ª serie se firmó en 1991. La construcción tuvo lugar en las factorías de CAF en Zaragoza y Beasáin, y la entrega se produjo con adelanto respecto al calendario acordado. Empezaron a prestar servicio en 1993.
La 4.ª serie es muy similar en su construcción al resto de la serie 5000, ya que se intentó usar elementos comunes para reducir al máximo los costes de las operaciones de mantenimiento y de gestión de repuestos. Las principales mejoras con que cuentan estas unidades se hallan en el diseño y en el confort para el viajero. Se aumentó la superficie acristalada en los costados y se modificaron los testeros, dándoles un aspecto más moderno, respetando sin embargo la puerta central, necesaria para la explotación, pero dando la impresión de luna continua lo que mejora la visibilidad desde el puesto de conducción.
Las ventanas, tanto las de la caja como las de la puerta, se diseñaron de tal forma que dieran la impresión de continuidad a lo largo de toda la unidad. La gama de colores utilizados en la pintura es muy paracida a la de la 2.ª serie, aunque se varió algo su diseño.
Para el sistema de alumbrado se optó por la misma solución empleada en la serie 2000 que, además de dar una imagen más actualizada del material, facilitaba su mantenimiento.
Para los asientos se optó por la colocación en paralelo con respecto al eje longitudinal del coche, dejando un pasillo central, lo que unificaba todo el parque.
La subserie empezó a circular en la línea 9, donde se mantuvo hasta que en los años 90 se recibieron los trenes de la Serie 6000, destinados específicamente a esta línea, pasando la totalidad de las unidades de esta subserie a la línea 6. En la actualidad han regresado a la línea 9 tras la venta de gran parte de la Serie 6000 al Subte de Buenos Aires. En dicha línea se intercalan con algunas unidades de las series 9400, 7400 y 8400. También se dejan ver los días laborables por la línea 6 en horas punta, cubriendo servicios generalmente en el andén 2 de dicha línea.
En teoría no funcionan en mando múltiple con unidades que sean de otra subserie, pero en la práctica han funcionado durante varios años acoplados a unidades de otras subseries.

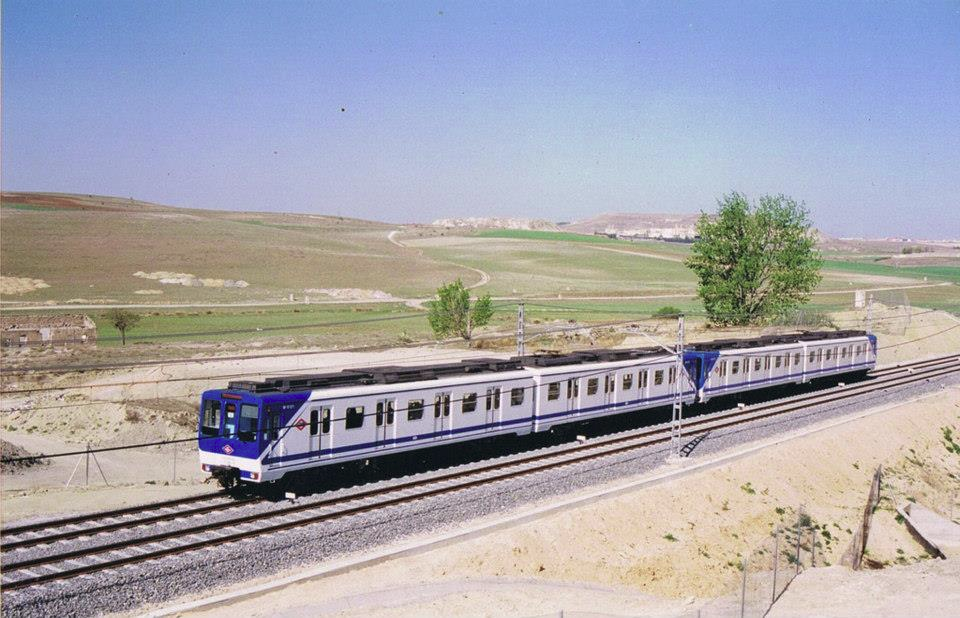
Serie 5000 Argandizada Circulando por el Tramo TFM

### 1.ª serieargandizada
Con el fin de que la serie circulase hasta la estación de Arganda del Rey en la línea 9 antes de que fuera obligado el cambio de tren, se llevó a cabo una serie de modificaciones en una parte de las unidades de la 1.ª serie. Estas modificaciones consistieron en un aumento de la velocidad máxima a 80 km/h y en la instalación de teleindicadores en el interior y exterior, entre otras.

### 2.ª seriereformada
A finales del 2010 se empezaron reformar por dentro algunos trenes de la 2.ª serie para asemejarse a los trenes de la serie 8400, que también circulan por las líneas 6 y 9.

## Seguridad
Cada coche está dotado de dos frenos de emergencia y desbloqueo manual en cada una de las puertas, así como de una puerta de emergencia que permite el paso al siguiente coche del tren, situada en el extremo opuesto al habitáculo del conductor.
El viajero puede actuar el freno de emergencia mediante unos tiradores de alarma situados en extremos opuestos del coche, uno a cada lado.
La apertura manual de las puertas consiste en un accionador situado bajo una tapa metálica encima de cada puerta. Se acciona desplazando el accionador desde la posición vertical a la posición horizontal, liberándose el cierre de la puerta, haciendo que ésta pueda abrirse separando las hojas con las manos.
La puerta de emergencia se abre levantando la manilla, al revés que en las puertas normales, de modo que se evita que la puerta se abra por error al apoyarse sobre la manilla. Su uso está restringido a situaciones de emergencia, por lo que no se puede usar para cambiar de coche, ya que habría peligro de muerte por caída del coche.

## Retirada
A finales de 2008 Metro de Madrid implantó en la línea 6 el sistema CBTC en 25 trenes serie 5000 (22 trenes de la 2.ª serie y 6 trenes de la 4.ª serie) como parte del proyecto de mejora de la línea 6, ya que, por los 600.000 viajeros que recibe al día es la más usada de la red y la que más problemas presenta. Estos trenes mejorados circulan preferentemente por la vía 1 ya que es la más saturada durante la hora punta. Además, durante el verano de 2009 se procedió al cambio íntegro de la catenaria convencional por una rígida, patentada por el propio Metro de Madrid. Metro también ha anunciado que para 2010 desaparecerán los trenes más antiguos de la serie 5000 (1.ª serie) en servicio; ya que en el plan de modernización de material móvil se incorporaran 45 trenes de gálibo ancho (234 coches de las nuevas subseries de la 8000, denominadas 8400 y 8500, más modernos que los actuales) y otros 15 trenes de gálibo estrecho, todos ellos de CAF.
Desde febrero de 2009, seis nuevos trenes de la serie 9000 circulaban por la línea hasta que un tren de la serie 7000 se estrelló en Moncloa. Desde ese día no circulan trenes de las series 7000 y 9000 por la línea 6.
Desde el 26 de julio de 2011 los coches de la 1.ª serie no prestan servicio en la red de metro de Madrid, vendiéndose algunas unidades al Subte de Buenos Aires. 
Los trenes de la 2.ª y la 4.ª subserie siguen circulando en Madrid, sin un plan oficial de retirada.
En febrero del 2018, las formaciones de la 1.ª subserie fueron retiradas de circulación de forma preventiva por el Subte de Buenos Aires, por confirmar la presencia de amianto en ellas.